# Catherine Jourdan
Catherine Jourdan (12. října 1948 Azay-le-Rideau – 18. února 2011 Paříž) byla francouzská herečka a modelka.
Skutečné jméno Catherine Jourdan znělo Catherine Paul Mignon. V osmnácti letech odešla do Paříže, aby se zde uplatnila jako herečka. V České republice je známá díky roli ve filmu Eden a potom (1970), poté hrála v roce 1971 v alternativní verzi tohoto snímku N. a pris les dés... Catherine Jourdan zemřela 18. února roku 2011 na plicní embolii. Jejím manželem byl francouzský režisér a fotograf Alain Fleischer. Kromě herectví se také věnovala modelingu.

## Filmografie
- 1967 – Samuraj
- 1969 – Podivuhodná příchuť majetku – Marianne
- 1970 – Eden a potom – Violeta
- 1971 – N. a pris les dés – Violeta
- 1973 – Čtyři sluhové a čtyři mušketýři – Anna Rakouská
- 1974 – Čtyři sluhové a kardinál – Anna Rakouská